# Kremlin-Bicêtre Futsal
Pour les articles homonymes, voir KBU.
Maillots
Actualités
Kremlin-Bicêtre futsal  est un club français de futsal basé au Kremlin-Bicêtre et fondé en 2002.
Le KB United se hisse progressivement dans la hiérarchie du futsal français jusqu'à faire partie de la première édition du Challenge national en 2007. Le club remporte ensuite la première édition du Championnat de France 2009-2010 pour remporter son premier titre de champion et représenter le pays en Coupe de l'UEFA. En 2012-2013, le club est déclassé et manque de repartir de Division 2. Maintenu en D1, il remporte sa première Coupe de France la saison suivante avant d'enchaîner quatre finales de D1 consécutives pour trois nouveaux sacres (2015, 2016 et 2018), égalant le record de titres remportés avec quatre trophées. Le KBU remporte aussi deux nouvelles Coupes nationales (2016 et 2018), réalisant le doublé coupe-championnat les deux fois.
Le Kremlin-Bicêtre futsal dispute ses matchs à domicile au gymnase Ducasse, et y évolue en noir et blanc.

## Histoire

### Débuts réussis (2002-2009)
Le Kremlin-Bicêtre United est fondé en 2002 par deux anciens joueur de football, lassés de cette pratique, Mickaël Bieliauskas et Kamel Boufraine,.

### Montée en puissance (2009-2015)
Au terme de la saison 2009-2010, le KBU remporte son premier titre de champion de France de futsal. Les joueurs val-de-Marnais ne perçoivent aucun salaire fixe et se contentent de primes de match (entre 30€  et 50€).
En 2010-2011, qualifié pour la Coupe de l’UEFA (en) avec son titre, le club remporte son groupe du tour préliminaire mais termine quatrième et dernier de celui du tour principal.
Lors de l'exercice 2011-2012, le KBU conclue le championnat à la quatrième place.

### Roi de France (2012-2019)
Pour la saison 2012-2013, le KBU compte environ 150 adhérents. À l'issue du match au sommet du groupe B (nul 3-3) disputé au gymnase Ducasse, des « supporteurs » du club val-de-marnais frappent un joueur du FC Erdre. Alors que le KBU est en passe de se qualifier pour la finale du championnat face au SC Paris, la commission de discipline de la FFF les exclut de la compétition tout en les reléguant en Division 2 la saison suivante avec l'obligation de disputer toutes leurs rencontres à domicile à huis clos.
Le club, qui juge la décision disproportionnée, saisit le CNOSF puis le tribunal administratif de Melun, qui suit la proposition du CNOSF et ordonne, fin août 2013, la réintégration du KB ainsi que la levée de ses matchs à huis clos. La FFF n'est pas satisfaite et décide début septembre de se pourvoir en cassation devant le Conseil d’État, sans réussite. Pour l'exercice 2013-2014, le KBU devient donc le treizième club d'un championnat prévu à douze. À la fin de la saison, assuré de sa troisième place en championnat notamment grâce à Chimel Vita, meilleur buteur de D1 (36 buts), le KBU remporte sa première Coupe de France,.

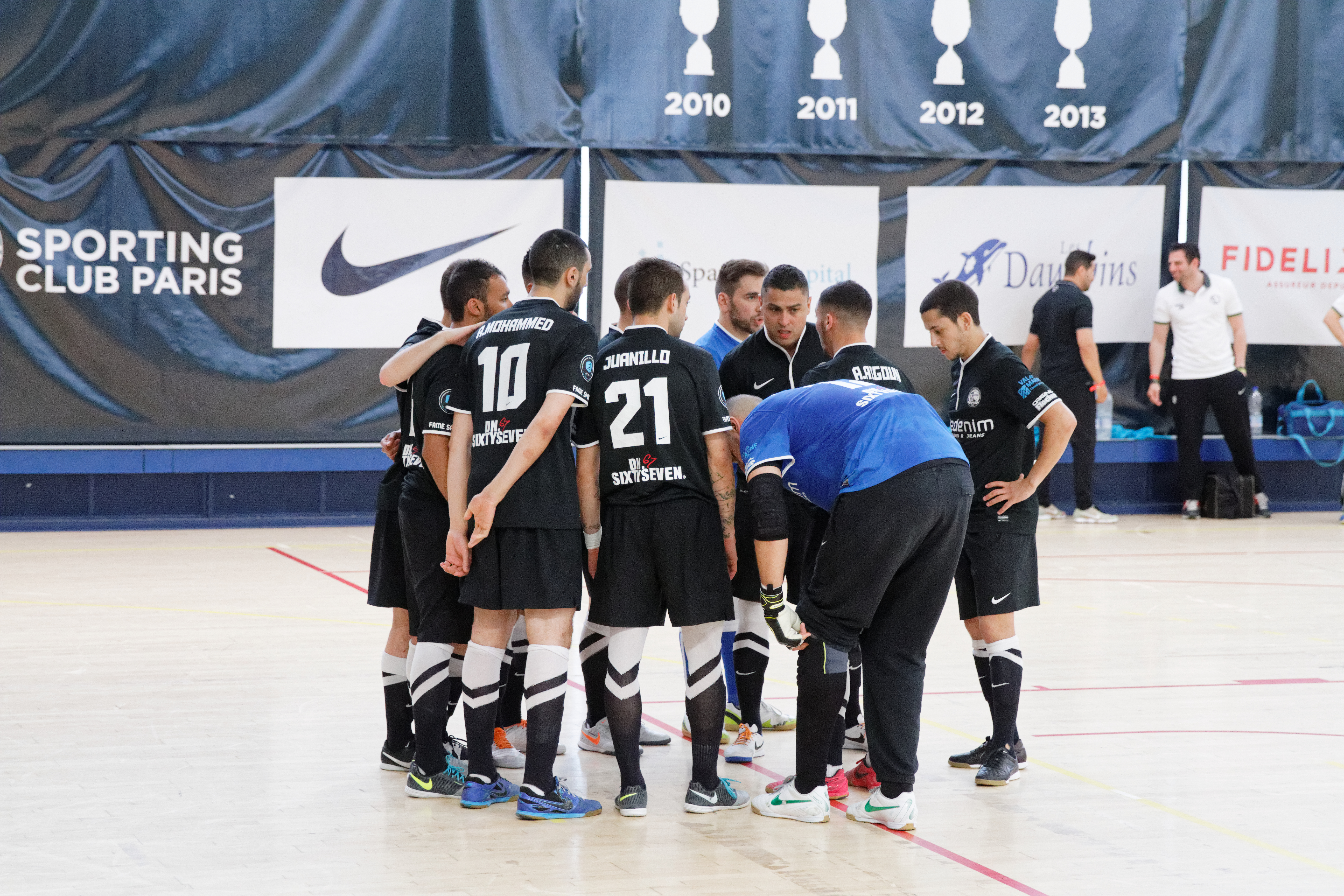
L'équipe du KBU avant la demi-finale de D1 2015.

En 2014-2015, l'équipe emmenée par le Portugais Hugo Sintra réalise une saison pleine et conquiert le second titre de champion de France de son histoire, pourtant promis comme chaque année à l’autre club Francilien, le Sporting Club Paris. Quatrième de la phase régulière, ils éliminent le premier, SC Paris, en demi-finale (7-4) puis viennent difficilement à bout de Toulon en finale (5-5 tab 5-4). Le KB United représente donc la France la saison suivante en Coupe de l’UEFA (en),.
Lors de la saison 2015-2016, l'équipe remporte son groupe au tour préliminaire en Coupe d'Europe, puis second et qualifié dans le principal, avant de finir dernier de sa poule de phase élite. En championnat, le KB United termine en tête de la phase régulière avec une seule défaite en 22 matchs. En phase finale, le KBU écarte le Toulon TEF en demi-finale (8-1) mais s'incline en finale contre le SC Paris. Mais, plus de trois semaines après la finale, la FFF annonce que la seconde demi-finale est donnée perdue par pénalité au club parisien de même que la finale, à cause de la non-qualification de joueurs. Après s'être affrontés en finale de la coupe nationale, le KBU s'impose à nouveau sur l'ASC Garges Djibson (4-3). Le Kremlin-Bicêtre United remporte ainsi son premier doublé coupe-championnat et se qualifie pour la coupe de l'UEFA.
Le 12 juillet 2016, le Kremlin-Bicêtre United est radié de la Fédération française de football. Le Kremlin-Bicêtre futsal prend la suite. Sur l'exercice 2016-2017, le KB est éliminé dès le tour principal de coupe de l'UEFA, terminant quatrième de son groupe. En Division 1, KB termine la phase régulière à la seconde place, derrière le Garges Djibson. Les deux clubs se retrouvent en finale de phase finale pour une revanche de l'année précédente et Garges s'impose 5-4.
En 2017-2018, le KB remporte sa troisième Coupe de France en battant Lyon Mont d'Or (R1) en finale (6-4). Il dispute ensuite sa quatrième finale de D1 consécutive, pour un troisième sacre. Avec le titre de 2010, le KB égale le record de titre du Sporting Paris.
Lors de la saison 2018-2019, l'équipe termine troisième de la phase régulière de D1. En demi-finale de phase finale, le KB est sorti par l'ACCES FC (5-4 ap). En Coupe de France, Garges Djibson éliminent les Kremlinois en demi-finale.

### Sanction, D2, Covid et remontée (depuis 2019)
En juillet 2019, le Kremlin-Bicêtre est notamment sanctionné d'un retrait de dix points pour la Division 1 2019-2020, pour avoir usé de faux certificats médicaux pour deux recrues étrangères. Malgré un recrutement de haut niveau et quatre victoires initiales qui permettent de repasser en positif, l'équipe est frappée par le retrait de six nouveaux points, le départ des joueurs étrangers et de l'entraîneur. Avant-dernier, à l'arrêt de la compétition dès mars 2020 à cause de la pandémie de Covid-19, le KB est relégué en Division 2. Tombé en D2, le KBU y passe une seconde année forcée à la suite de l'annulation de la saison 2020-2021, toujours à cause de la pandémie, tout comme la Coupe nationale.
Dès que le droit de rejouer est offert, le Kremlin-Bicêtre remporte son groupe de D2 Futsal et obtient le droit de remonter dans l'élite. Pour son retour en D1, l'équipe termine à la huitième place et est éliminée dès les 32es de finale de la Coupe de France.
Lors de la saison 2023-2024, le KBU atteint la finale de la Coupe Nationale, perdue face au tenant du titre et bientôt double champion de France, l'Étoile lavalloise (1-6),. Quelques jours avant la finale, le club apprend sa défaite sur tapis-vert pour avoir fait jouer un joueur suspendu lors de la dernière journée de D1 Futsal, ainsi qu'un retrait d'un point. Le Kremlin passe de la troisième place qualificative pour la phase finale, à la sixième place du championnat.

## Résultats sportifs

### Titres et trophées
| Compétition européenne                                                   | Compétitions nationales | Compétitions régionales |
| ------------------------------------------------------------------------ | --- | --- |
| - Ligue des champions - Meilleur résultat : tour élite en 2015-2016 (en) | - Championnat de France de futsal (4) - Champion : 2010, 2015, 2016 et 2018 - Finaliste : 2017 - Coupe de France de futsal (3) - Vainqueur : 2014, 2016 et 2018. - Finaliste : 2008, 2013 et 2024 | Championnat d'Île-de-France (2) - Champion 1re série : 2008 - Champion 2e série : 2004 Coupe du Val-de-Marne (1) - Vainqueur : 2004 |

### Compétition européenne
Le Kremlin-Bicêtre United participe à la Coupe de futsal de l'UEFA, compétition européenne la plus prestigieuse (renommée Ligue des champions de futsal de l'UEFA en 2018), la saison suivant ses titres de champion de France.
Le KBU y participe pour la première fois lors de la saison 2010-2011. Il y connaît sa plus lourde défaite jusqu'à présent : le 28 septembre 2010 contre Charleroi 21 Futsal (0-9). En 2015-2016, pour sa seconde qualification, le club réalise son succès le plus abouti : le 25 août 2015 contre le FK Inkaras Kaunas (7-1).
Le joueur le plus capé au niveau européen du KBU, et aussi son meilleur buteur, est Chimel Vita (22 buts en seize matchs).

### Bilan par saison
| Saison    | Championnat                 | Championnat | Championnat | Championnat | Championnat | Championnat | Championnat | Championnat | Championnat | Championnat | Championnat  | Coupe de France  | Coupe d'Europe         |
| Saison    | Division                    | Class.      | Pts         | M           | V           | N           | D           | Bp          | Bc          | Diff.       | Phase finale | Coupe de France  | Coupe d'Europe         |
| --------- | --------------------------- | ----------- | ----------- | ----------- | ----------- | ----------- | ----------- | ----------- | ----------- | ----------- | ------------ | ---------------- | ---------------------- |
| 2002-2003 |                             |             |             |             |             |             |             |             |             |             |              | ?                | France non-représentée |
| 2003-2004 |                             |             |             |             |             |             |             |             |             |             |              | ?                | France non-représentée |
| 2004-2005 |                             |             |             |             |             |             |             |             |             |             |              | ?                | France non-représentée |
| 2005-2006 |                             |             |             |             |             |             |             |             |             |             |              | phase finale     | non qualifié           |
| 2006-2007 |                             |             |             |             |             |             |             |             |             |             |              | ?                | non qualifié           |
| 2007-2008 | Challenge national - grp. B | 1er/9       | 27 pts      | 8           | 6           | 1           | 1           | 36          | 18          | +18         |              | Finaliste        | non qualifié           |
| 2008-2009 | Challenge national - grp. F | 2e/7        | 21 pts      | 6           | 5           | 0           | 1           | 55          | 26          | +29         |              | ?                | non qualifié           |
| 2009-2010 | Champ. de France - grp. B   | 1er/12      | 82 pts      | 22          | 20          | 1           | 1           | 168         | 93          | +75         | Champion     | ?                | non qualifié           |
| 2010-2011 | Champ. de France - grp. B   | 6e/14       | 66 pts      | 26          | 14          | 2           | 10          | 122         | 105         | +17         | -            | finale régionale | Tour principal (en)    |
| 2011-2012 | Champ. de France - grp. B   | 4e/12       | 61 pts      | 22          | 14          | 0           | 8           | 159         | 111         | +48         | -            | ?                | non qualifié           |
| 2012-2013 | Champ. de France - grp. B   | 12e/12      | 0 pt        | 22          | 15          | 3           | 4           | 145         | 59          | +86         | -            | Finaliste        | non qualifié           |
| 2013-2014 | Division 1                  | 3e/13       | 76 pts      | 24          | 17          | 1           | 6           | 140         | 84          | +56         | non jouée    | Vainqueur        | non qualifié           |
| 2014-2015 | Division 1                  | 4e/11       | 58 pts      | 20          | 11          | 5           | 4           | 82          | 59          | +23         | Champion     | 32es de finale   | non qualifié           |
| 2015-2016 | Division 1                  | 1er/12      | 85 pts      | 22          | 21          | 0           | 1           | 169         | 68          | +101        | Champion     | Vainqueur        | Tour élite (en)        |
| 2016-2017 | Division 1                  | 2e/11       | 46 pts      | 20          | 15          | 1           | 4           | 91          | 66          | +25         | Finaliste    | 8e de finale     | Tour principal         |
| 2017-2018 | Division 1                  | 1er/13      | 59 pts      | 24          | 18          | 5           | 1           | 127         | 45          | +82         | Champion     | Vainqueur        | non qualifié           |
| 2018-2019 | Division 1                  | 3e/12       | 44 pts      | 22          | 13          | 5           | 4           | 87          | 59          | +28         | Demi-finale  | Demi-finale      | Tour principal         |
| 2019-2020 | Division 1                  | 11e/12      | 8-16 pts    | 14          | 8           | 0           | 6           | 37          | 36          | +1          | -            | arrêtée          | non qualifié           |
| 2020-2021 | Division 2 - grp. B         | non joué    | non joué    | non joué    | non joué    | non joué    | non joué    | non joué    | non joué    | non joué    | non joué     | non jouée        | non qualifié           |
| 2021-2022 | Division 2 - grp. B         | 1er/10      | 43 pts      | 18          | 14          | 1           | 3           | 98          | 51          | +47         | -            | Demi-finale      | non qualifié           |
| 2022-2023 | Division 1                  | 8e/11       | 16 pts      | 20          | 5           | 1           | 14          | 53          | 77          | -24         | -            | 32e de finale    | non qualifié           |
| 2023-2024 | Division 1                  | 6e/12       | 34-1 pts    | 22          | 10          | 5           | 7           | 62          | 56          | +6          | -            | Finaliste        | non qualifié           |

## Structure du club

### Statut du club et des joueurs
Le Kremlin-Bicêtre futsal est fondé en tant qu'association loi de 1901 affiliée à la Fédération française de football, qui régit le futsal en France, sous le numéro 581812. Le club réfère à ses antennes délocalisées : la Ligue régionale de Paris Île-de-France et le District départemental du Val-de-Marne.
Les joueurs ont soit un statut bénévole, amateur ou de semi-professionnel sous contrat fédéral. Pour la saison 2018-2019, le KBU possède alors un statut semi-professionnel pour les joueurs. L'encadrement est composé de bénévoles.

### Identité et image

Logo de base
À la suite du titre de champion en 2016
Après la relégation en 2020

Pour la saison 2016-2017, le club est en partenariat avec l'équipementier Nike. Le KB United possède sa tenue domicile traditionnelle composée d'un maillot noir avec col et boutons style polo avec d’épais liserés jaune fluo. Pour la saison 2018-2019, le club est équipé par Nike et Gedenim, magasin de vêtements, est son sponsor-maillot.

### Salle et supporters
Le club évolue au gymnase Jacques-Ducasse du Kremlin-Bicêtre et ses 390 à 900 places assises selon les sources. La salle fait souvent le plein en termes d'affluence,.
Depuis 2012, des anciens ultras du PSG investissent les tribunes du club de futsal du Kremlin-Bicêtre. Ce groupe composé de jeunes dont la moyenne d'âge oscille entre 20 et 25 ans anime les tribunes du gymnase Ducasse dans l'enceinte avec des chants accompagnés de tambours. Fin 2013, le manageur Kamel Boufraine déclare « Nous sommes le seul club en France à évoluer à domicile devant 600 personnes et à posséder deux kops de 250 supporteurs qui mettent une belle ambiance ». Pour l'exercice 2013-2014, le KBU engage une compagnie de sécurité pour ses rencontres à domicile.
Cependant, à quelques occasions, le club est confronté des problèmes d'envahissement du terrain et de jets de projectiles . Plusieurs fois concernée par des incidents, l'équipe est sanctionnée en 2013 par la Fédération française de football de deux points avec sursis en cas de nouveaux débordements. Lors de la saison 2012-2013, le club est initialement suspendu de finale de championnat de France et relégué en D2 après qu'un « supporter » du club ait frappé un adversaire. En 2016-2017, le KBU est sanctionné de 700 euros d'amende pour l'allumage de deux fumigènes dans les tribunes.

## Personnalités

### Dirigeants
| Période        | Nom                        |
| -------------- | -------------------------- |
| 2010 à 2018    | J. Assaid & M. Bieliauskas |
| 2018-2019      | Kamal Boufraine            |
| juin-nov. 2019 | Alexandre Ribeiro          |
| 2019-2020      | Laurence Delafosse         |
| depuis 2020    | Hommad Darkrim             |

Le Kremlin-Bicêtre United est fondé en 2002 par Kamel Boufraine et Mickaël Bieliauskas,. En 2010, Mickaël Bieliauskas devient co-président avec Jaoad Assaid,. Kamel Boufraine occupe la fonction de manager général. Jaoad Assaid est toujours en poste en décembre 2017.
Au terme de la saison 2018-2019, la fraude au certificat médical vaut cinq ans de suspension de toute fonction officielle au président Kamel Boufraine. Ce dernier laisse alors sa place et Alexandre Ribeiro, ancien dirigeant du Sporting Paris est élu président. Mais ce dernier part dès novembre, contesté en interne. Ancienne vice-présidente en 2017, Laurence Delafosse prend la tête du club en urgence.
En 2020, après la relégation du club, Hommad Darkrim devient le nouveau président du club. Il s’entoure d’anciens joueurs qui ont marqué l’histoire du club tels que Moustafa Kourar, Mickaël Tache, Riad Karouni ou encore Farouky Khalid.

### Entraîneurs
| Période   | Nom                                |
| --------- | ---------------------------------- |
| 2005-2010 | Johann Legeay                      |
| 2010-2011 | Henrique Marques                   |
| 2011-2012 | Clément Galien                     |
| 2012-2013 | Henrique Marques                   |
| 2013      | Nacho Garrido                      |
| 2013-2014 | Rafa Romero puis Johann Legeay (2) |
| 2014-2015 | Hugo Sintra                        |
| 2015-2017 | Danilo Monteiro Martins            |
| 2017      | Fernando Manta Junior              |
| 2018-2019 | Johann Legeay (3)                  |
| 2019      | Fernando Manta Junior (2)          |
| 2019-2020 | Hugo Sintra (2)                    |
| 2020      | Samba Camara                       |
| 2021-     | Johann Legeay (4)                  |

Johann Legeay, joueur du KBU en 2004, prend la tête de l'équipe l'année suivante. Il permet au club de remporter le premier titre de champion de France mis en jeu en 2009-2010.
Henrique Marques devient alors l'entraîneur. En mars 2011, l'ex-gardien international français Clément Galien prend en charge l'entraînement des gardiens du KBU. En juin suivant, il prend la tête de l'équipe première. Pour la saison 2012-2013, les joueurs du KB United sont à nouveau dirigés par Henrique Marques, lui-même entouré de Philippe Armède et Johann Legeay. Ce dernier quitte le KBU en cours de l'exercice suivant. Début 2013, le technicien ibère Nacho Garrido passe quelques mois au KB.
Le Portugais Hugo Sintra arrive comme entraîneur du KBU en février 2014. Il mène le club à sa première victoire en Coupe de France à la fin de cette saison 2013-2014. La saison suivante, il permet au club de remporter son second titre de champion de France. Sintra est élu meilleur entraineur de la saison par Trophées du futsal.
En janvier 2017, l'ex-international brésilien Fernando Manta Junior de 46 ans (22 sélections, 13 buts) arrive pour entraîner l'équipe.
Johann Legeay, après avoir tenté sa chance dans d’autres grands clubs français, revient prendre la tête de l'équipe, alors soumise à des problèmes relationnels, en janvier 2018. Il est remplacé un an plus tard par Fernando Manta Junior qui effectue son retour au club deux ans après son premier passage.
Pour la saison 2019-2020, Hugo Sintra fait son retour sur le banc kremlinois. À la tête d'une équipe sanctionnée de dix points, il quitte le club en cours de saison. Samba Camara est promu entraîneur par intérim, mais la saison est stoppée à cause de la pandémie de Covid-19 et il ne peut pas essayer de maintenir l'équipe.

### Joueurs notables

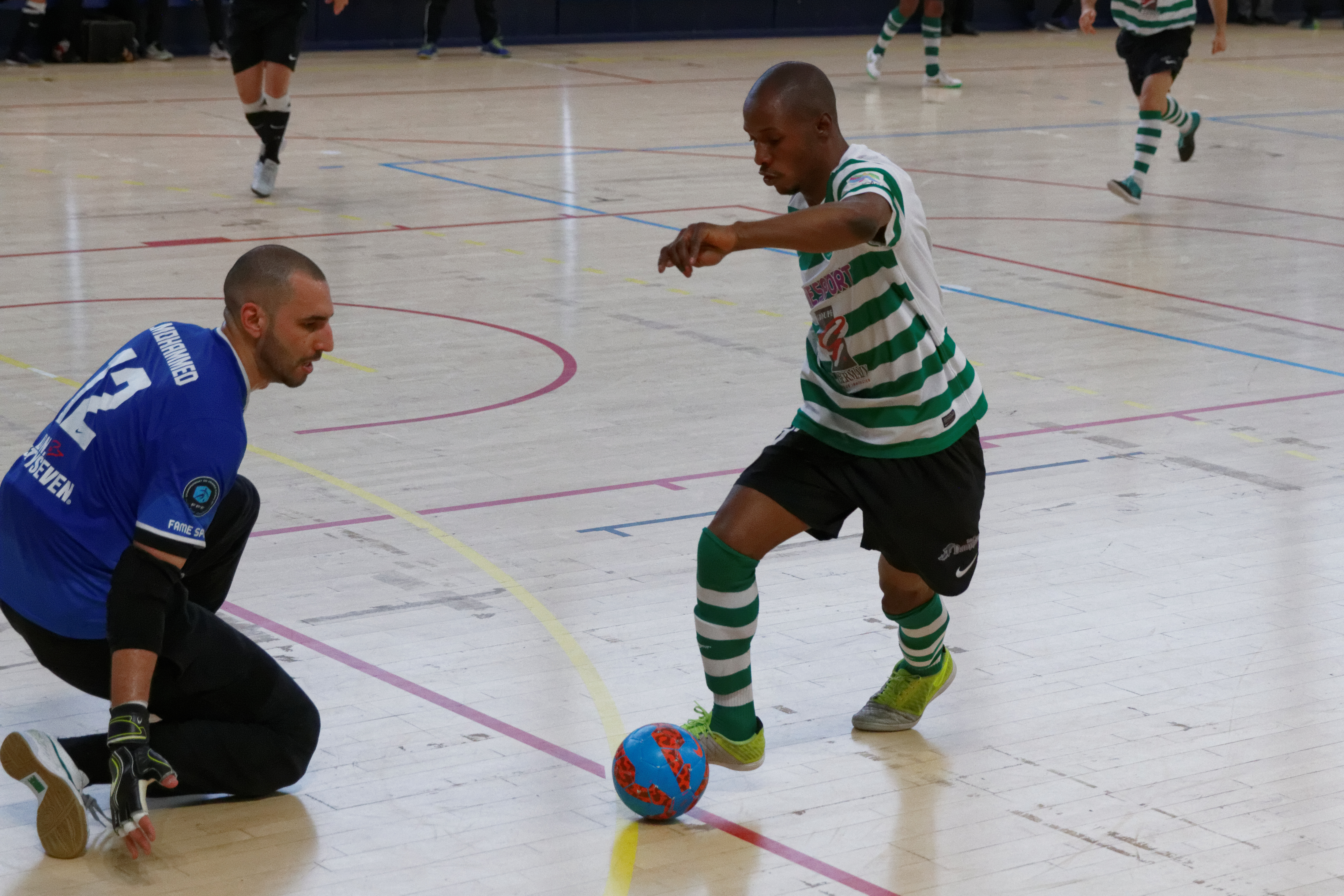
Vita face au KB en demi-finale de D1 2015.

Chimel Vita rejoint le KB United en 2008, fort de quatre finales consécutives de Coupe de France avec l'US Ivry puis le FC Issy. En 2009-2010, Vita et le KB remportent le premier titre de champion de France mis en jeu. Fin octobre 2009, Chimel Vita est l'auteur d'un quintuplé face au Cannes Bocca (10-3), un des favoris. En demi-finale des play-offs, Vita inscrit de nouveau un quadruplé, contre Garges-Djibson (6-4). Il marque à nouveau en finale face au Sporting Paris (3-3 t. a. b. 5-4). Qualifié en Coupe de l'UEFA, le pivot inscrit huit buts face aux Suédois du Vimmerby IF (18-2) pour le dernier match du tour préliminaire. Il totalise seize buts inscrits en trois rencontres, de ce groupe, un record, et termine meilleur buteur de la compétition. Parti joué une saison au Paris Métropole, Vita revient en 2012 avec une partie de l'équipe du PMF. Lors de la Coupe de France 2013-2014, Chimel ouvre le score et inscrit un doublé lors de la finale remportée face au Cannes Bocca (5-2). En championnat, Vita termine meilleur buteur avec 36 buts et le KB est troisième. Il marque 43 buts en 2014 soit le deuxième meilleur total en Europe. Après un nouvel exode d'une année au Sporting Paris, Nzaka Vita retourne au KB en 2015 et joue la Coupe de l'UEFA, où il inscrit deux doublés contre l'APOEL Nicosie puis les Georgians Tbilisi lors du tour principal. En 2016-2017, malgré plusieurs départs, Vita reste fidèle au KB qui perd en finale de championnat contre Garge Djibson, son doublé étant insuffisant. Fin février 2018, Nzaka Vita est co-meilleur buteur du KBU, leader du championnat, avec ses dix-neuf buts. Le KB réalise un nouveau doublé coupe-championnat. En finale de Coupe, Vita clôt le score sur penalty (6-4). Au terme de la saison 2018-2019 vierge de titre, Vita annonce sa retraite du haut niveau. Outre le titre en 2015, Chimel est de tous les trophées remportés par le KB. Il est le meilleur buteur de l'histoire du club ainsi que le meilleur buteur (22 buts) et joueur le plus capé (16 matchs) du KB au niveau européen.

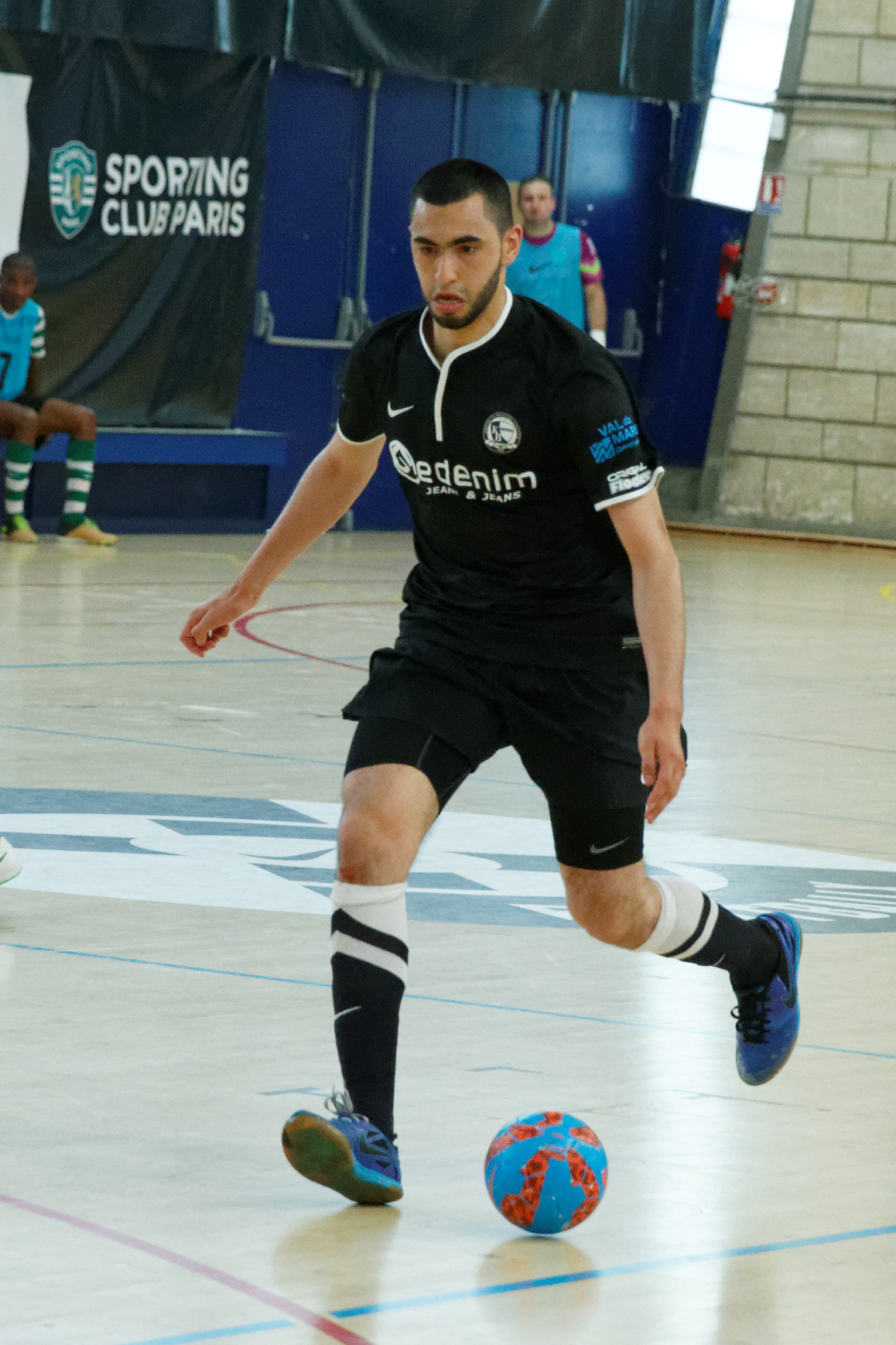
Abdessamad Mohammed, joueur du KBU de 2011 à 2016.

À l'inter-saison 2012, le KB effectue un recrutement de poids avec les arrivées des internationaux français Yassine Mohammed (qui rejoint son jeune frère Abdessamad Mohammed), Azdine Aigoun, David Le Boette, Kamel Hamdoud, Sid Belhaj et Adrien Gasmi. Les expérimentés Riad Karouni et Moustafa Kourar quittent eux le club.
À l'été 2014, trois joueurs du Kremlin-Bicêtre partent au Sporting Paris : les internationaux français Adrien Gasmi et Kamel Hamdoud, ainsi que Chimel Vita.
Au terme de la saison 2019-2020, qui voit le KB être relégué en D2, le club observe une nouvelle vague de départ de ses internationaux vers le SC Paris. Azdine Aigoun, capitaine au club depuis huit ans, Youba Soumaré et Boulaye Ba rejoignent le Sporting.
| Joueurs internationaux passés au club | Joueurs internationaux passés au club |
| Nom                                   | Période                               |
| ------------------------------------- | ------------------------------------- |
| Azdine Aigoun                         | 2012 à 2020                           |
| Boulaye Ba                            | 2014 à 2020                           |
| Sid Belhaj                            | 2012 à 2017                           |
| Nassim Boudebibah                     | 2014 à 2016                           |
| Adrien Gasmi                          | 2012-14 & 17-20                       |
| Vakhtangi Jvarashvili                 | 2018-2019                             |
| Riad Karouni                          | 2010 à 2012                           |
| Moustafa Kourar                       | 2010 à 2012                           |
| David Le Boette                       | 2012-2013                             |
| Francis Lokoka                        | 2019-2020                             |
| Zoran Markovic                        | 2011-13 & 1?-15                       |
| Abdessamad Mohammed                   | 2011 à 2016                           |
| Yassine Mohammed                      | 2012 à 2016                           |
| Kévin Ramirez                         | 2015-2016                             |
| Youba Soumaré                         | 2016 à 2020                           |
| Alexandre Teixeira                    | 2006-2007                             |

### Effectif 2024-2025
Les postes mentionnés se réfèrent à ceux du football. Comprendre que « A - attaquant » désigne les « pivots » et « M - milieu de terrain » les « ailiers ».

## Autres équipes
Le club compte une section handisport ainsi qu'une équipe féminine. Cette dernière est entraînée par Azdine Aigoun lors de la saison 2018-2019.